# Buscador de video
Los buscadores de videos son programas informáticos diseñados para encontrar vídeos almacenados en dispositivos digitales, ya sea en servidores a través de Internet o en unidades de memoria de un mismo equipo informático. Estas búsquedas se pueden hacer gracias a la indexación audiovisual, que con ciertos procesos de análisis y mediante etiquetas descriptivas, extrae información del material audiovisual y lo anota en forma de metadatos, los cuales serán rastreados por los motores de búsqueda.

## Utilidad
La principal utilidad de estos buscadores radica en la creciente creación de contenidos audiovisuales y la necesidad de gestionarlos correctamente. La digitalización de los archivos audiovisuales y el establecimiento de Internet, ha provocado que tengamos grandes cantidades de archivos de vídeo almacenados en grandes bases de datos, cuya recuperación puede llegar a ser muy difícil por los grandes volúmenes de datos y por la brecha semántica que existe.

## Criterios de búsqueda
Los criterios de búsqueda que utiliza cada buscador dependen de la naturaleza del mismo y del objetivo de las búsquedas.

### Metadatos
Los metadatos son información sobre datos concretos. Podrían ser información de quién es el autor del video, la fecha de creación, la duración y toda la información que quisiéramos extraer e incluir en los mismos ficheros. En Internet se suele utilizar un lenguaje llamado XML para codificar metadatos, que funciona muy bien a través de web y es legible por las personas. Así pues, a través de esta información contenida en los mismos archivos, es la manera más fácil buscar datos de nuestro interés.
En los vídeos existen dos tipos de metadatos, los que podemos integrar en el propio código del vídeo y los externos de la página donde se encuentra el vídeo. En ambos casos podemos optimizarlos para que sean los idóneos a la hora de ser indexados.

#### Metadatos internos
Todos los formatos de vídeo, en mayor o menor medida, incorporan sus propios metadatos. El título, descripción, calidad de codificación o incluso la transcripción del contenido son posibles. Para revisar estos datos existen programas como FLV MetaData Injector, Sorenson Squeeze o Castfire. Cada uno tiene unas utilidades y especificaciones especiales.
Hay que tener en cuenta que al convertir de un formato a otro se pueden perder muchos de estos datos, así que hay que comprobar que la información del nuevo formato es correcta. Por este motivo es aconsejable tener el vídeo en cuantos más formatos posibles mejor, ya que así todos los robots de búsqueda serán capaces de encontrarlo e indexarlo.

#### Metadatos externos
En la mayor parte de casos hay que aplicar los mismos mecanismos que en el posicionamiento de una imagen o de un contenido textual.

##### Título y descripción
Son los factores más importantes a la hora de posicionar un vídeo, ya que ahí encontrarán la mayor parte de la información necesaria. Los títulos han de ser claramente descriptivos y hay que eliminar toda palabra o frase que no sea útil.

##### Nombre del fichero
Ha de ser descriptivo, incluyendo las palabras clave que describan al vídeo sin necesidad de ver su título o descripción. Lo ideal es separar esas palabras por guiones “-”.

##### Etiquetas
En la página donde se encuentre el vídeo debe haber una lista de palabras clave enlazadas con el microformato "rel-tag". Estas palabras serán las que los buscadores utilicen como base a la hora de organizar su información.

##### Transcripción y subtítulos
Aunque no son completamente un estándar, hay dos formatos en los que guardar la información con un componente temporal en el que se especifica, uno para subtítulos y otro para transcripciones, que también puede usarse para los subtítulos.

Los formatos son SRT o SUB para los subtítulos y los TTXT para las transcripciones. Para gestionar este tipo de formatos es interesante el uso del programa MP4Box con el que se puede conseguir este tipo de ficheros y formatos.

### Reconocimiento de voz
El reconocimiento de voz consiste en una transcripción del habla (speech-to-text) de la pista de audio de los vídeos, creando un archivo de texto. De esta manera y con la ayuda de un extractor de frases se podrá buscar fácilmente si el contenido del vídeo en cuestión es de nuestro interés.

Algunos buscadores aparte de utilizar el reconocimiento del habla para buscar vídeos, también lo utilizan para encontrar el punto concreto de un archivo multimedia en el que se cita una palabra o frase en concreto y así ir directamente a este punto. Gaudi(Google Audio Indexing), un proyecto desarrollado por Google Labs, utiliza la tecnología del reconocimiento de voz para ubicar el momento exacto en que una o varias palabras han sido dichas dentro de un audio, permitiendo al usuario dirigirse directamente al momento exacto en que las palabras fueron pronunciadas. Si la consulta de búsqueda coincide con algunos vídeos de YouTube, las posiciones se indican con marcadores de color amarillo, y hay que pasar el ratón por encima para leer el texto transcrito.

### Reconocimiento de texto
El reconocimiento de texto puede ser muy útil a la hora de reconocer personajes de los vídeos a través de los chyrons. Al igual que con los reconocedores de voz, también hay buscadores que permiten, a través del reconocimiento de caracteres, reproducir un vídeo desde un punto concreto donde aparezca la palabra en cuestión.
TalkMiner, un ejemplo de búsqueda de fragmentos concretos de vídeos por reconocimiento de texto, analiza cada vídeo una vez por segundo en busca de signos identificadores de una diapositiva, tales como su forma y naturaleza estática, captura la imagen de la diapositiva y compensa cualquier ángulo sesgado y utiliza el Reconocimiento Óptico de Caracteres(OCR) para detectar las palabras en las diapositivas. Seguidamente, estas palabras son indexadas en el motor de búsqueda de TalkMiner, que actualmente pone a disposición de los usuarios más de 20.000 vídeos de instituciones como la Universidad de Stanford, la Universidad de California en Berkeley y TED.

### Análisis de fotogramas
A través de los descriptores visuales se puede analizar los fotogramas de un vídeo y extraer información que se podrá anotar en forma de metadatos. Las descripciones se generan automáticamente y pueden describir diferentes aspectos de los fotogramas, como el color, la textura, la forma, el movimiento y la situación.

## Criterios de ordenación
La utilidad de un motor de búsqueda depende de la relevancia del conjunto de resultados que devuelve. Si bien puede haber millones de vídeos que incluyen una palabra o frase en particular, algunos videos pueden ser más relevantes, populares o con más autoridad que otros. Esta ordenación tiene mucho que ver con la optimización para motores de búsqueda.
La mayoría de los motores de búsqueda utilizan diferentes métodos para clasificar los resultados y proporcionar el mejor vídeo en los primeros resultados. Sin embargo la mayoría de programas permiten ordenar los resultados con varios criterios.

### Ordenación por relevancia
Este criterio es el más ambiguo y menos objetivo, pero muchas veces es el más cercano a nuestros deseos. Depende totalmente del propietario del buscador y el algoritmo que este ha preferido. Es por eso que siempre ha sido motivo de discusión y más ahora que los resultados de las búsquedas están tan arraigados a nuestra sociedad. Este tipo de ordenación suele depender del número de veces que sale la palabra buscada, el número de visionados de éste, la cantidad de páginas que enlazan con este contenido y las valoraciones que dan los usuarios que lo han visto.

### Ordenación por fecha de subida
Este es un criterio totalmente temporal donde se pueden ordenar los resultados en función de su antigüedad en el repositorio.

### Ordenación por número de visualizaciones
Nos puede dar una idea de la popularidad de cada vídeo.

### Ordenación por valoración de los usuarios
Es una práctica muy común en los repositorios la de dejar puntuar los vídeos a sus usuarios, y así un contenido de calidad y gran relevancia obtendrá posiciones altas en la lista de resultados adquiriendo visibilidad. Esta práctica está muy relacionada con las comunidades virtuales.

## Interfaces
Debemos distinguir dos tipos básicos de interfaces, unas son páginas web alojadas en servidores, las cuales se accede vía Internet y buscan a través de la red, y las otras son programas informáticos que buscan dentro de una red privada.

### Internet
Dentro de las interfaces de Internet encontramos repositorios que alojan archivos de vídeo y que incorporan un buscador que sólo busca en las bases de datos propias, y buscadores de vídeo sin repositorio que buscan en fuentes de software externos.

#### Repositorios con buscador de videos
Proporcionan alojamiento en archivos de vídeo almacenándolos en sus servidores y suelen tener un buscador integrado que busca entre los videos subidos por sus usuarios. Unos de los primeros repositorios web, o al menos los más famosos, son los portales Vimeo, Dailymotion y YouTube.
Sus búsquedas se suelen basar en la lectura de las etiquetas de metadatos, los títulos y las descripciones que los usuarios asignan a sus vídeos. Los criterios de disposición y ordenación de los resultados de estas búsquedas suelen ser seleccionables entre fecha de subida del archivo, número de visionados o lo que llaman relevancia. Aun así los criterios de ordenación son a día de hoy la principal arma de estos sitios web, ya que en términos de promoción es de gran importancia el posicionamiento que éstos den a tu vídeo.

#### Buscadores de vídeos en repositorios
Son páginas web especializadas en buscar vídeos por toda la red o por ciertos repositorios preseleccionados. Funcionan mediante arañas web que inspeccionan la red de forma automatizada para crear copias de las webs visitadas, las cuales serán posteriormente indexadas por motores de búsqueda, y así poder proporcionar búsquedas más rápidas.

### Red privada

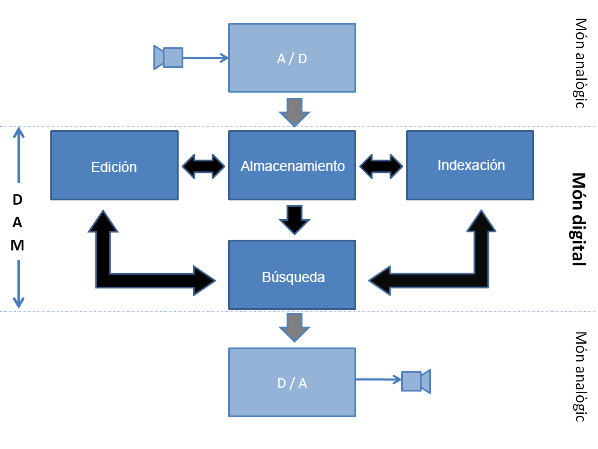
Esquema de funcionamiento

También se puede dar el caso de un buscador que sólo busque en un archivo audiovisual almacenado dentro de un mismo ordenador o como ocurre en las televisiones, en un servidor privado donde los usuarios acceden a través de una red de área local. Estos buscadores suelen ser programas informáticos o aplicaciones ricas de Internet con unas opciones de búsqueda muy concretas para ser el máximo de rápidas y eficientes a la hora de presentar los resultados. Se suelen utilizar para grandes bases de datos y por tanto están muy enfocadas para satisfacer las necesidades de las empresas de televisión. Un ejemplo de este tipo de software sería el Digition Suite, que aparte de ser un referente dentro de este tipo de interfaces, nos toca muy de cerca por ser el sistema de almacenamiento y recuperación de archivos de la Corporación Catalana de Medios Audiovisuales.
Esta suite en concreto y quizás su punto más fuerte, es que integra todo el proceso de creación, indexación, almacenamiento, búsqueda, edición y recuperación en uno. Una vez digitalizado el contenido audiovisual, se indexa con técnicas de diferente nivel según la importancia del contenido y se almacena. El usuario, cuando quiere recuperar un archivo en concreto, llena unos campos de búsqueda como pueden ser título del programa, fecha de emisión, personajes que actúan o el nombre de la productora, y el robot comienza la búsqueda. Una vez aparecidos los resultados y ordenados según las preferencias, el usuario puede reproducir los vídeos en baja calidad para trabajar lo más rápido posible. Cuando se encuentra el contenido deseado, se descarga con buena definición, se edita y se reproduce.